# Göran Malkar
Lars Arvid Göran Malkar (Skellefteå, 7 de abril de 1954) es un deportista sueco que compitió en esgrima, especialista en la modalidad de espada. Ganó una medalla de bronce en el Campeonato Mundial de Esgrima de 1978 en la prueba por equipos.

## Palmarés internacional
| Campeonato Mundial | Campeonato Mundial | Campeonato Mundial | Campeonato Mundial |
| Año                | Lugar              | Medalla            | Prueba             |
| ------------------ | ------------------ | ------------------ | ------------------ |
| 1978               | Hamburgo (RFA)     | Medalla de bronce  | Espada por equipos |